# Právnická fakulta

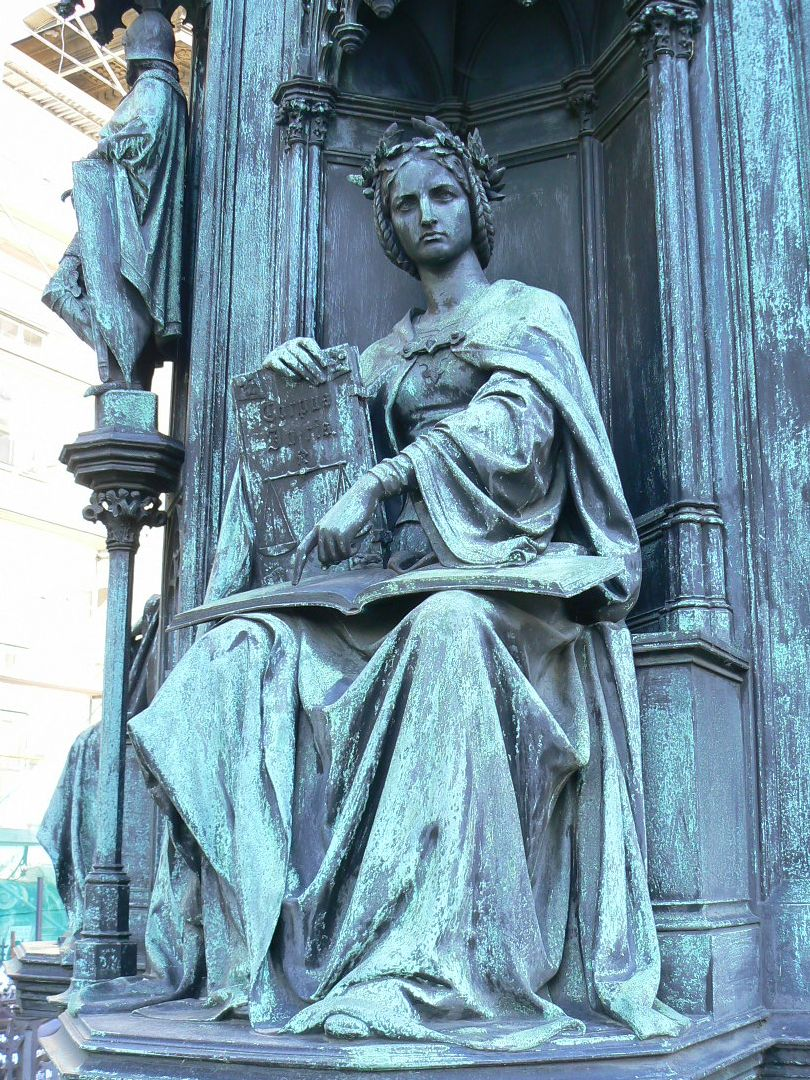
Personifikace Právnické fakulty (výzdoba podstavce sochy Karla IV. na Křižovnickém náměstí v Praze)

Právnická fakulta je součást vysoké školy, na níž je možné studovat právo. Absolvent je pak právníkem.

## Historie
Ve středověku byla právnická fakulta vedle fakulty teologické a lékařské jednou ze tří základních odborných fakult tehdejších univerzit, pro její absolvování však bylo třeba nejdříve navštěvovat fakultu artistickou. Vyučovalo se na ní právu římskému i kanonickému, odtud pak titul doktora obojího práva – JUDr.
V 19. století byly právnické fakulty reformovány. Vyučovalo se na nich jak předmětům historickoprávním (právní dějiny, římské právo), tak platnému právu, ale i souvisejícím předmětům, jako byla národohospodářská politika. Studium trvalo 8 semestrů (později 9 semestrů) a vyučování se dělo formou přednášek a seminářů. Student mohl, ale nemusel, v průběhu studia absolvovat tři státní zkoušky (historickoprávní, judiciální a státovědeckou), které poté opravňovaly k zaměstnání ve státních službách. Pokud chtěl navíc získat akademický titul doktora práv, musel kromě nich úspěšně projít i třemi stejně pojmenovanými přísnými zkouškami doktorskými, tzv. rigorózy. Po prvním rigorózu studenti používali neoficiální čekatelský titul JUC. Titul doktora práv byl podmínkou pouze pro výkon advokacie, k ostatním právnickým profesím, např. soudce, ho nebylo třeba, postačovaly státní zkoušky. Takto upravené studium platilo do roku 1939 a od roku 1945 do roku 1950.

## Česká republika
V České republice existují čtyři právnické fakulty veřejných vysokých škol:
- Právnická fakulta Univerzity Karlovy v Praze
- Právnická fakulta Masarykovy univerzity v Brně
- Právnická fakulta Univerzity Palackého v Olomouci
- Fakulta právnická Západočeské univerzity v Plzni

Na právnické fakultě je v České republice možné studovat v magisterském studijním oboru Právo (program Právo a právní věda), jehož absolvováním se student stává právníkem, a v doktorských studijních oborech v programu Teoretické právní vědy. S výjimkou pražské fakulty je také možné studovat v bakalářských oborech, moravské fakulty nabízejí i navazující magisterské studijní obory.
Kromě těchto veřejných vysokých škol zde fungují i tři soukromé vysoké školy s právním zaměřením. V Praze, Brně a Ostravě funguje soukromá Fakulta práva Panevropské vysoké školy. Tato škola však není v Česku akreditována a její absolventi nemohou být bez dalšího zapsáni do seznamu advokátních koncipientů, protože jde o zahraniční vysokou školu, byť působící na území České republiky. Právní zaměření má také soukromá Vysoká škola Karlovy Vary, kde však lze studovat pouze bakalářské obory, a Fakulta právních a správních studií Vysoké školy finanční a správní.

## Slovensko
Na Slovensku existují také čtyři právnické fakulty veřejných vysokých škol:
- Právnická fakulta Univerzity Komenského v Bratislavě
- Právnická fakulta Univerzity Pavla Jozefa Šafárika v Košicích
- Právnická fakulta Univerzity Mateja Bela v Banské Bystrici
- Právnická fakulta Trnavské univerzity v Trnavě

## Slovinsko
Ve Slovinsku existují dvě právnické fakulty veřejných vysokých škol a jedna právnická fakulta soukromé vysoké školy:
- Právnická fakulta Univerzity v Lublani (od 1919)
- Právnická fakulta Univerzity v Mariboru (od 1960 jako samostatná Vyšší právnická škola, od 1991 jako univerzitní fakulta)
- Evropská právnická fakulta Univerzity v Nove Gorici (2005)